# Campionati del mondo di ciclismo su pista 2010 - Chilometro a cronometro
La chilometro a cronometro è stata uno dei dieci eventi maschili disputati ai Campionati del mondo di ciclismo su pista 2010 di Ballerup, in Danimarca. L'olandese Teun Mulder ha vinto la medaglia d'oro.
L'evento, disputato in gara unica, si è tenuto il 26 marzo 2010 e ha visto impegnati 25 atleti di 17 Paesi differenti.

## Record del mondo
| Record del mondo | Record del mondo | Record del mondo | Record del mondo | Record del mondo |
| ---------------- | ---------------- | ---------------- | ---------------- | ---------------- |
| WR               | 58"875           | Arnaud Tournant  | La Paz           | 10 ottobre 2001  |

## Finale
| #   | Corridore             | Tempo    | Velocità (km/h) |
| --- | --------------------- | -------- | --------------- |
| 1   | Teun Mulder           | 1'00"341 | 59.660          |
| 2   | Michaël D'Almeida     | 1'00"884 | 59.128          |
| 3   | François Pervis       | 1'01"024 | 58.993          |
| 4   | Stefan Nimke          | 1'01"086 | 58.933          |
| 5   | Edward Dawkins        | 1'01"372 | 58.658          |
| 6   | Zhang Miao            | 1'01"520 | 58.517          |
| 7   | David Daniell         | 1'02"033 | 58.033          |
| 8   | Scott Sunderland      | 1'02"291 | 57.793          |
| 9   | Tomáš Bábek           | 1'02"940 | 57.197          |
| 10  | David Alonso Castillo | 1'03"004 | 57.139          |
| 11  | Jevhen Bolibruch      | 1'03"038 | 57.108          |
| 12  | Kamil Kuczyński       | 1'03"056 | 57.092          |
| 13  | René Enders           | 1'03"058 | 57.090          |
| 14  | Quentin Lafargue      | 1'03"100 | 57.052          |
| 15  | Wang Chongyang        | 1'03"140 | 57.016          |
| 16  | Ethan Mitchell        | 1'03"389 | 56.792          |
| 17  | Joachim Eilers        | 1'03"503 | 56.690          |
| 18  | Nikolaj Žurkin        | 1'03"525 | 56.670          |
| 19  | Adrian Tekliński      | 1'03"568 | 56.632          |
| 20  | Myron Simpson         | 1'03"691 | 56.522          |
| 21  | Yudai Nitta           | 1'03"762 | 56.459          |
| 22  | Clemens Selzer        | 1'03"766 | 56.456          |
| 23  | Francesco Ceci        | 1'04"101 | 56.161          |
| 24  | Philip Nielsen        | 1'04"609 | 55.719          |
| DSQ | Giddeon Massie        | -        |                 |